# Eduardo López de Romaña
Eduardo López de Romaña y Alvizuri (ur. 19 marca 1847, zm. 26 maja 1912) – peruwiański inżynier i polityk, minister rolnictwa (1895-1899). Dwudziesty prezydent kraju od 8 września 1899 do 8 września 1903 z ramienia partii Cywilistów.